# Kleine Feste der Festung Zegrze

Das kleine Werk (rot) der Festungsanlage in Zegrze; mit dem grossen Werk durch einen Wall verbunden

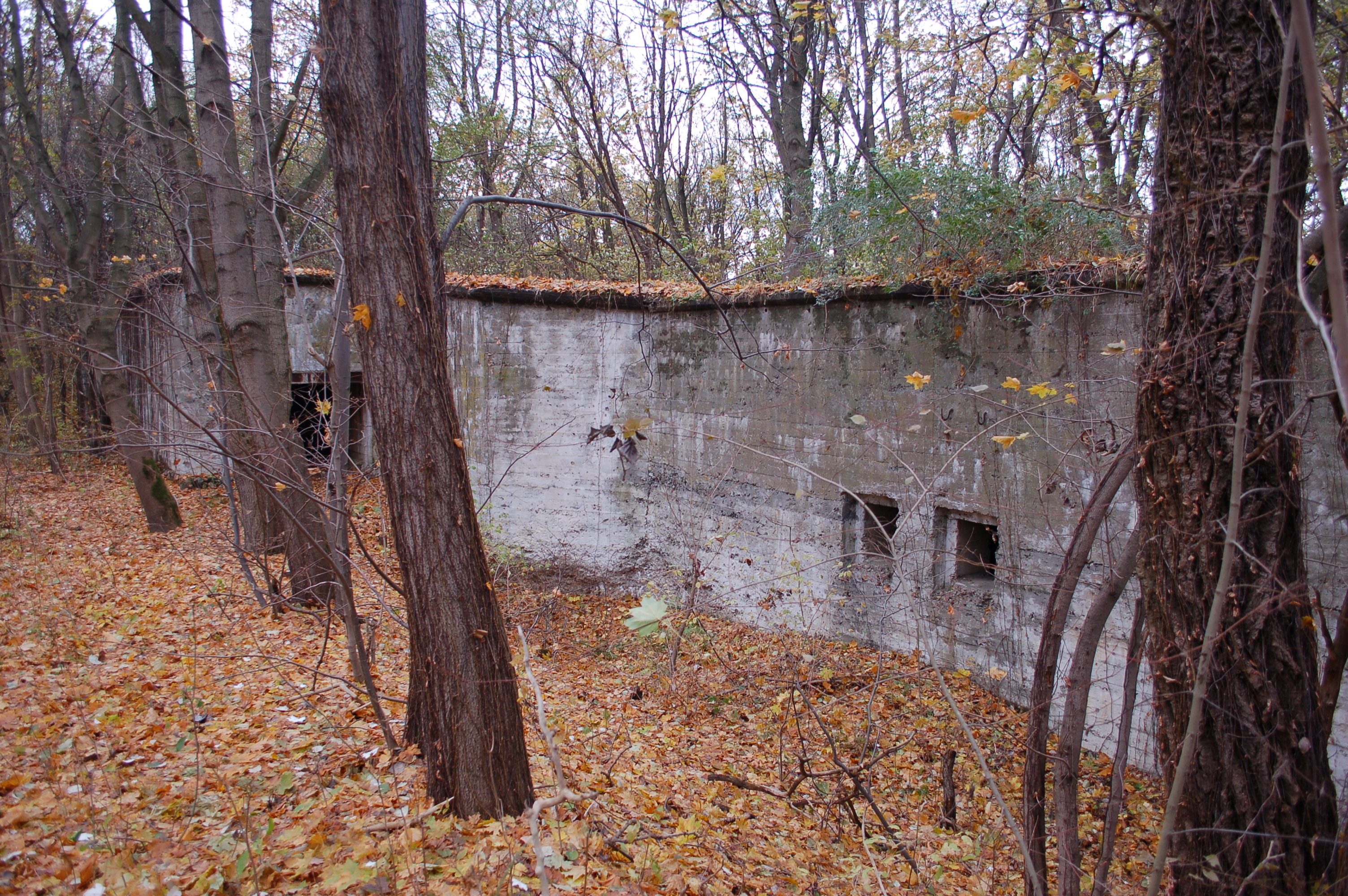
Teil des kleinen Werkes

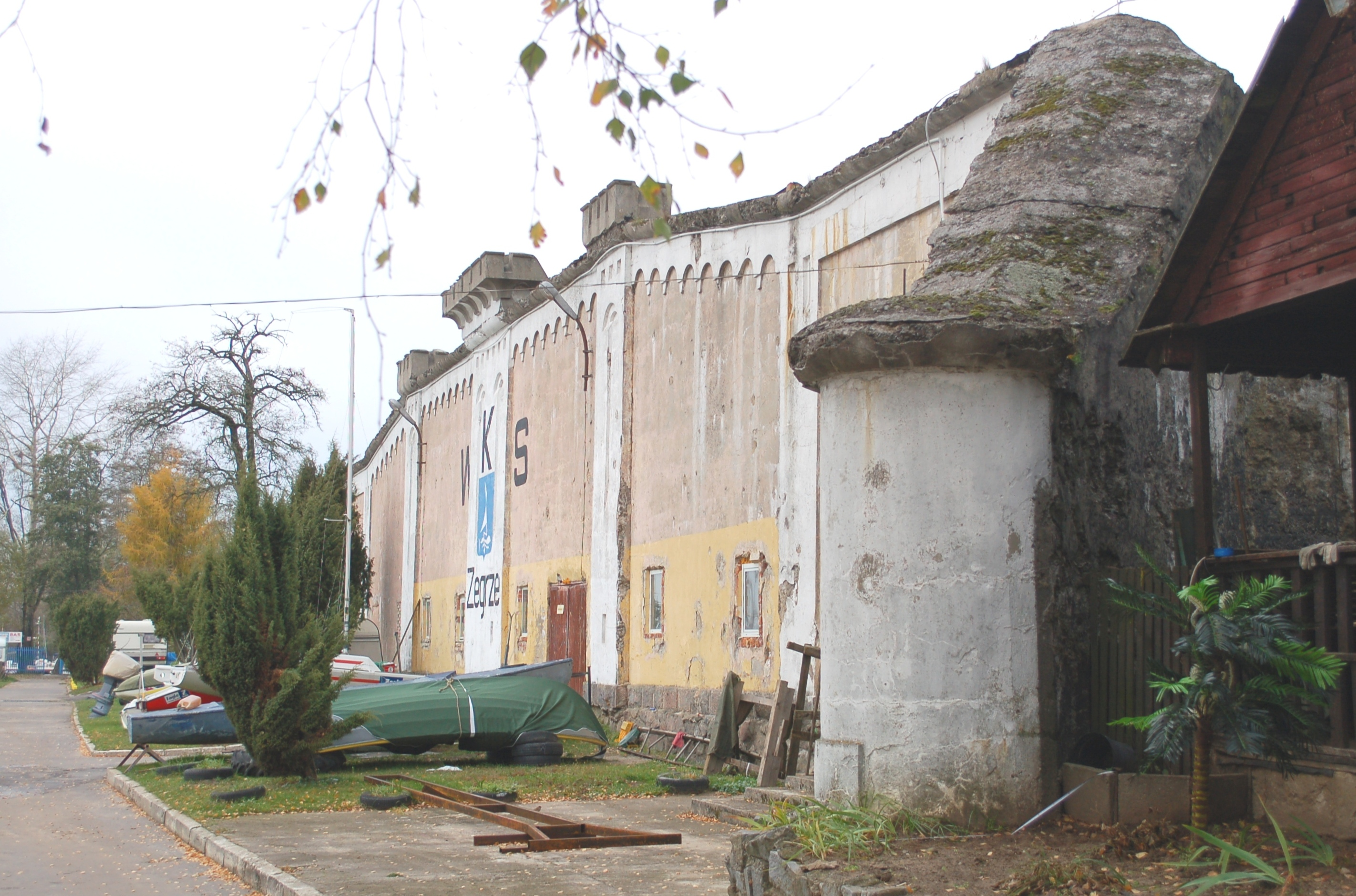
Ein heute als Sitz eines Segelvereins genutztes, ehemaliges Pulvermagazin

Die Kleine Feste der Festung Zegrze (poln. Umocnienie Małe Twierdzy Zegrze) ist eine von zwei Werken der Festung Zegrze bei Zegrze – am nördlichen Ufer des ehemals hier fließenden Narew, heute Teil des Zegrze-Stausees. Die Festung wurde von 1892 bis 1895 von der russischen Besatzungsmacht als Teil des Festung Großraum Warschau errichtet und sicherte den Großraum nach Norden und Osten. Die noch vor dem Ersten Weltkrieg modernisierte Anlage gehörte zu den innovativsten Festen im Russischen Reich. Sie ist zwar überwachsen, aber bis heute gut erhalten. Auch wenn die Anlage nicht mehr genutzt wird, gehört sie noch immer der polnischen Armee.

## Geschichte
Die kleine Feste wurde auch als Fort „Karlinek“ bezeichnet. Sie war Bestandteil einer „kleinen Sperrgruppe“ und passte sich vom Grundriss den landschaftlichen Gegebenheiten an. Sie verfügte über dickere Mauern und Decken (an einigen Stellen bis zu fünf Metern) als das westlich liegende, zeitgleich errichtete größere Werk. Auch unterschied sie sich von der durch eine damals modernere Belüftungsanlage, die auf den Dächern über rund 80 Zentimeter hohe Metallhauben verfügte. Kleinere Modernisierungsarbeiten wurden hier von 1906 bis 1908 durchgeführt. Auch wurden am Ufer des Narew zwei zusätzliche Pulverlager errichtet. Eines der beiden Gebäude erhielt eine verzierte Fassade, am anderen findet sich die Jahreszahl 1907. Zu lagernde Munition und Sprengstoff wurden wahrscheinlich per Schiff angeliefert.

„Zegrze war ein kleiner, aber sehr widerstandsfähiger Sperrposten mit vielen Betonbauten und einzelnen Panzern“

Das Werk verfügte über einen umlaufenden Wall mit einem trockenen Hauptgraben und einem weiteren – vermutlich teilweise mit Flusswasser verfüllten – Graben. Der Innenwall enthielt Artilleriestellungen. Zur Flussseite gab es zwei weitere Verteidigungswälle, dessen unterer bei der späteren Anstauung des Flusses überschwemmt wurde. Der mittlere Wall diente der Infanterieverteidigung. Der Innenwall verfügte über wenigstens eine Kaponniere, die über eine Poterne erreicht werden konnte. Auch ein kleines Ravelin war vorhanden. Unter anderem befanden sich im Werk Nordenfelt-Schnellfeuerwaffen des Kalibers 57 mm.

## Nutzung heute
Die kleine Anlage gehört heute zum direkt angrenzenden und von der Fernmeldetruppe der polnischen Streitkräfte betriebenen Trainingszentrum für Telekommunikation und Informationstechnologie (Centrum Szkolenia Łączności i Informatyki) in Zegrze. Die im Jahr 2004 teilweise in Tarnfarben gestrichenen Gebäude befinden sich in einem guten Erhaltungszustand, sind derzeit aber weitgehend ungenutzt. Gelegentlich werden sie vom Militär zu Lagerzwecken verwendet. Eines der beiden Pulverlager am See wird heute von einem Ruder- und Segelverein zur Aufbewahrung der Boote genutzt; das andere Objekt steht zum Verkauf.